# St. Laurentius (Erbstetten)

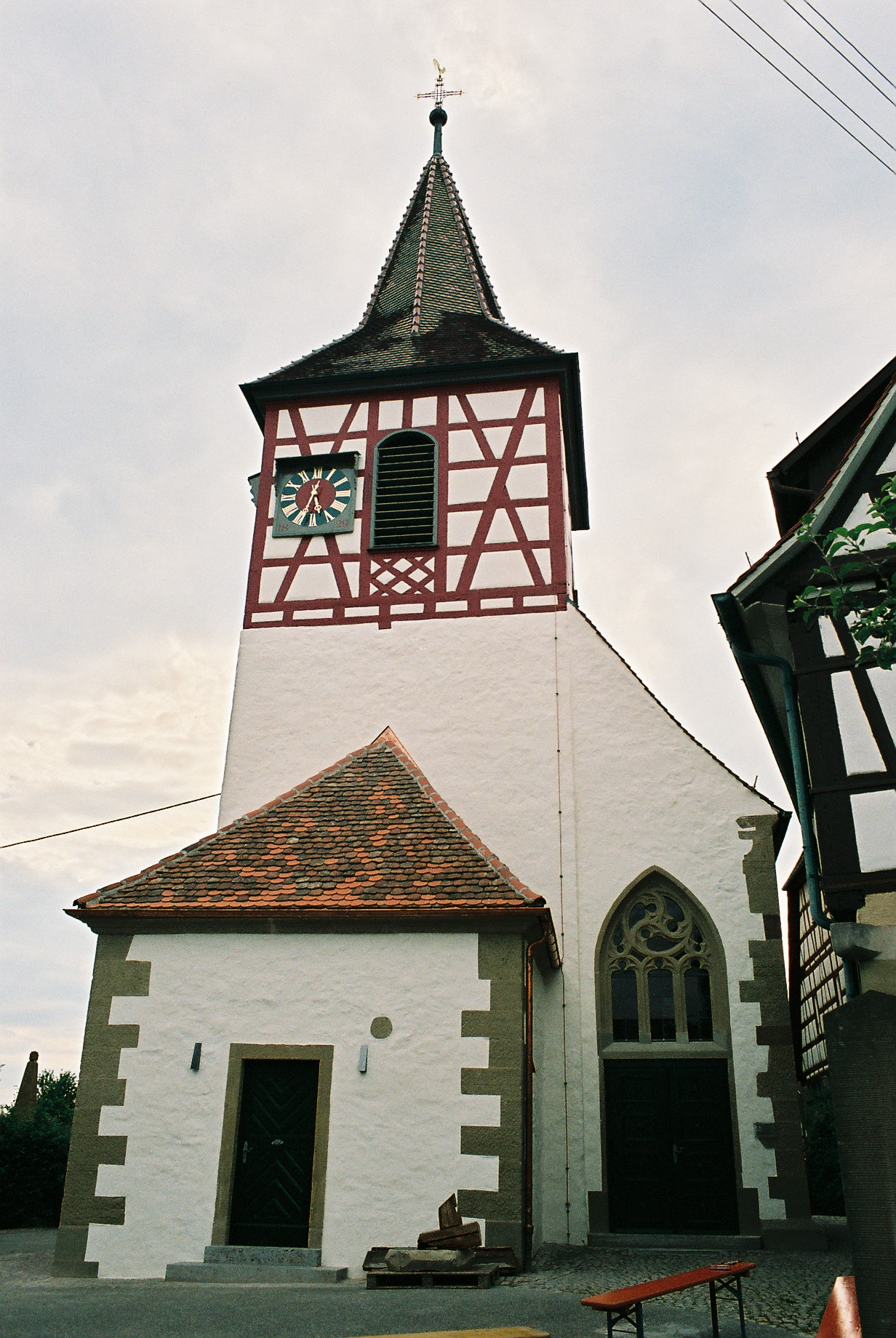
St. Laurentius in Erbstetten

Die evangelische Pfarrkirche St. Laurentius ist ein geschütztes Kulturdenkmal nach dem Denkmalschutzgesetz. Sie steht in Erbstetten, einem Ortsteil der Gemeinde Burgstetten im Rems-Murr-Kreis in Baden-Württemberg. Die Kirchengemeinde gehört zum Kirchenbezirk Backnang der Evangelischen Landeskirche in Württemberg.

## Beschreibung
Die Saalkirche besteht im Kern aus einem spätgotischen Chorturm im Osten des Langhauses, das im 16. Jahrhundert nach Norden erweiterten wurde. 1617 wurde östlich des Chors eine neue Sakristei angebaut. Der Chorturm wurde 1796 mit einem Geschoss aus Holzfachwerk aufgestockt, das die Turmuhr und den Glockenstuhl mit drei Kirchenglocken beherbergt, und mit einem achtseitigen Knickhelm bedeckt.
Der Innenraum des Chors, also das Erdgeschoss des Chorturms, ist mit einem Sterngewölbe überspannt, dessen Schlussstein mit einem Steinmetzzeichen versehen ist. Die Brüstungen der Emporen sind mit biblischen Szenen bemalt. Zur Kirchenausstattung gehören ein Altarkreuz von 1520 und die Kanzel von 1607.